# Coenonympha amurensis
Coenonympha amurensis är en fjärilsart som beskrevs av Rühl 1894. Coenonympha amurensis ingår i släktet Coenonympha och familjen praktfjärilar. Inga underarter finns listade i Catalogue of Life.